# شلاح (الرين)
مركز شلاح؛ هو مركزٌ إداري تابعٌ لمحافظة الرين في منطقة الرياض، ويصنف من فئة (ب) ورمزه 1491.